# Бониту (Мату-Гросу-ду-Сул)
Бониту (порт. Bonito) — муниципалитет в Бразилии, входит в штат Мату-Гросу-ду-Сул. Составная часть мезорегиона Юго-запад штата Мату-Гроссу-ду-Сул. Входит в экономико-статистический микрорегион Бодокена. Население составляет 18 000 человек на 2006 год. Занимает площадь 4934,318 км². Плотность населения — 3,6 чел./км².

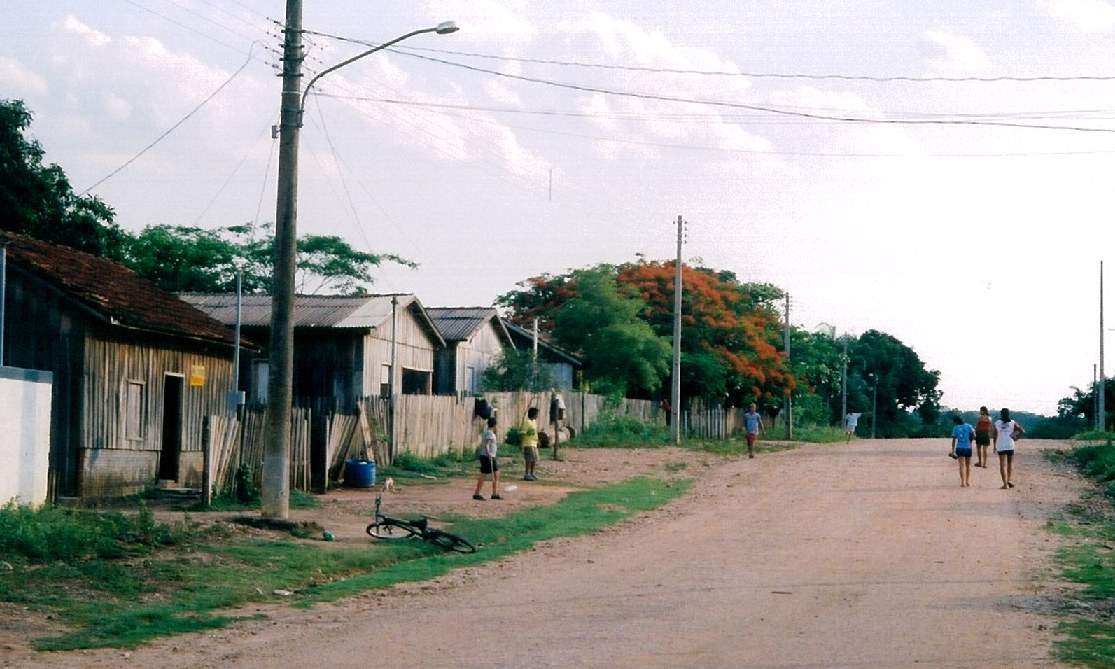
Улица Бониту

## История
Город основан 2 октября 1948 года.

## Статистика
- Валовой внутренний продукт на 2003 год составляет 130 383 652,00 реалов (данные: Бразильский институт географии и статистики).
- Валовой внутренний продукт на душу населения на 2003 год составляет 7441,57 реал (данные: Бразильский институт географии и статистики).
- Индекс развития человеческого потенциала на 2000 год составляет 0,767 (данные: Программа развития ООН).

## География
Климат местности: тропический.